# تشارلز سيبلي
تشارلز سيبلي (بالإنجليزية: Charles Gald Sibley)‏ هو عالم طيور وأستاذ جامعي وعالم حيوانات أمريكي، ولد في 7 أغسطس 1917 في فريسنو في الولايات المتحدة، وتوفي في 12 أبريل 1998 في سانتا روسا في الولايات المتحدة.

## وصلات خارجية
- تشارلز سيبلي على موقع الموسوعة البريطانية (الإنجليزية)